# Suma de lógica
La Summa logicae o Suma de lógica es un libro de texto de lógica escrito por Guillermo de Ockham. A partir de la teoría de la inferencia que le sirve de hilo conductor, describe y desarrolla la lógica del silogismo. Fue escrito antes de 1327 y publicado en París en 1487.
Esta obra resulta importante porque contiene lo más importante de la doctrina nominalista de Ockham. Los filósofos nominalista del siglo XV (como Swineshead, Heytesbury, Gerson y D'Ailly) consideran a este filósofo como el fundador de su escuela.

## División de la obra
El esquema seguido por la obra es el habitual en los tratados de lógica y afronta para cada parte uno de los actos del entendimiento: conceptualizar, juzgar, argumentar. 
La primera parte que trata de los términos se divide en los siguientes capítulos:
- Capítulos 1 a 17. Tratan del término y su división en categoremáticos, abstractos, concretos, absolutos, connotativos, de primera y segunda imposición, de primera y segunda intención, unívocos y equívocos.
- Capítulos 18 a 25. Tratan de los cinco predicables de Porfirio.
- Capítulos 26 a 62. Tratan de la definición y la descripción; de los términos "sujeto", "predicado", "pertenecer a" o "inherente a" y "significar". Asimismo, se discuten las categorías.
- Capítulos 63 a 77. Tratan de la suposición  y sus tipos.

La segunda parte que trata de las proposiciones se divide en los siguientes capítulos:
- Capítulos 1 a 20. Tratan de las proposiciones  categóricas tanto de hecho como de modalidad.
- Capítulos 21 a 29. Tratan de la conversión de proposiciones.
- Capítulos 30 a 37. Tratan de las proposiciones hipotéticas.

Finalmente, la tercera parte trata de los silogismos y cuenta con los siguientes sub tratados:
- Primer tratado. Trata del silogismo en general. Silogismos categóricos, modales  y mixtos.
- Segundo tratado. Trata del silogismo demostrativo. Es un análisis de los Segundos Analíticos de Aristóteles.
- Tercer tratado. Atinente al silogismo tópico. Es un recuento de los Tópicos de Aristóteles además de contener las reglas generales de la consecuencia.
- Cuarto tratado. Trata de las obligaciones.
- Quinto tratado. Trata de la antinomia del mentiroso.
- Sexto tratado. Trata de las falacias.

- Datos: Q3776169